# Unió Esportiva i Recreativa Pineda de Mar
Maillots
L'Unió Esportiva i Recreativa Pineda est un club sportif de la ville de Pineda de Mar (province de Barcelone, Espagne). Le club a milité pendant huit saisons (1971-1979) en première division espagnole.

## Historique
L'UER Pineda est née de la fusion de trois clubs locaux : le club cycliste, le club de basket-ball et le club d'échecs. Cette fusion a eu lieu en 1952. Peu de temps après, la section récréative a été ajoutée, donnant à l'entité son nom définitif : Unió Deportiva i Recreativa Pineda (UER Pineda).
Officiellement, cependant, ce n'est qu'en 1954, avec l'approbation des statuts, que l'UER entame l'étape suivante dans ses différents domaines : activités sportives, récréatives et de loisirs. Les fêtes de Sant Joan, en 1954, ont été la première manifestation officielle de l'organisation.
Depuis, le club a traversé des périodes difficiles (économiquement et sportivement parlant), mais aussi des étapes brillantes qui ont maintenu le nom de Pineda au sein du basket-ball national. Pendant huit saisons consécutives (de 1971-72 à 1978-79), le club a évolué en première division de la Ligue espagnole, avec une méritoire et spectaculaire 4ème place lors de la saison 1976-77, derrière les trois plus grands clubs d'Espagne : Real Madrid, FC Barcelone et Joventut de Badalone. Le club compte deux participations en Coupe Korac (1974 et 1978).
Pineda est une ville de basket-ball et a produit de grands joueurs, dont Francesc "Nino" Buscató, l'un des meilleurs joueurs catalans de l'histoire, Creu de Sant Jordi (2023), qui a joué pour Pineda lors des saisons 1955-56 et 1956-57, avant d'être recruté par le Barça.

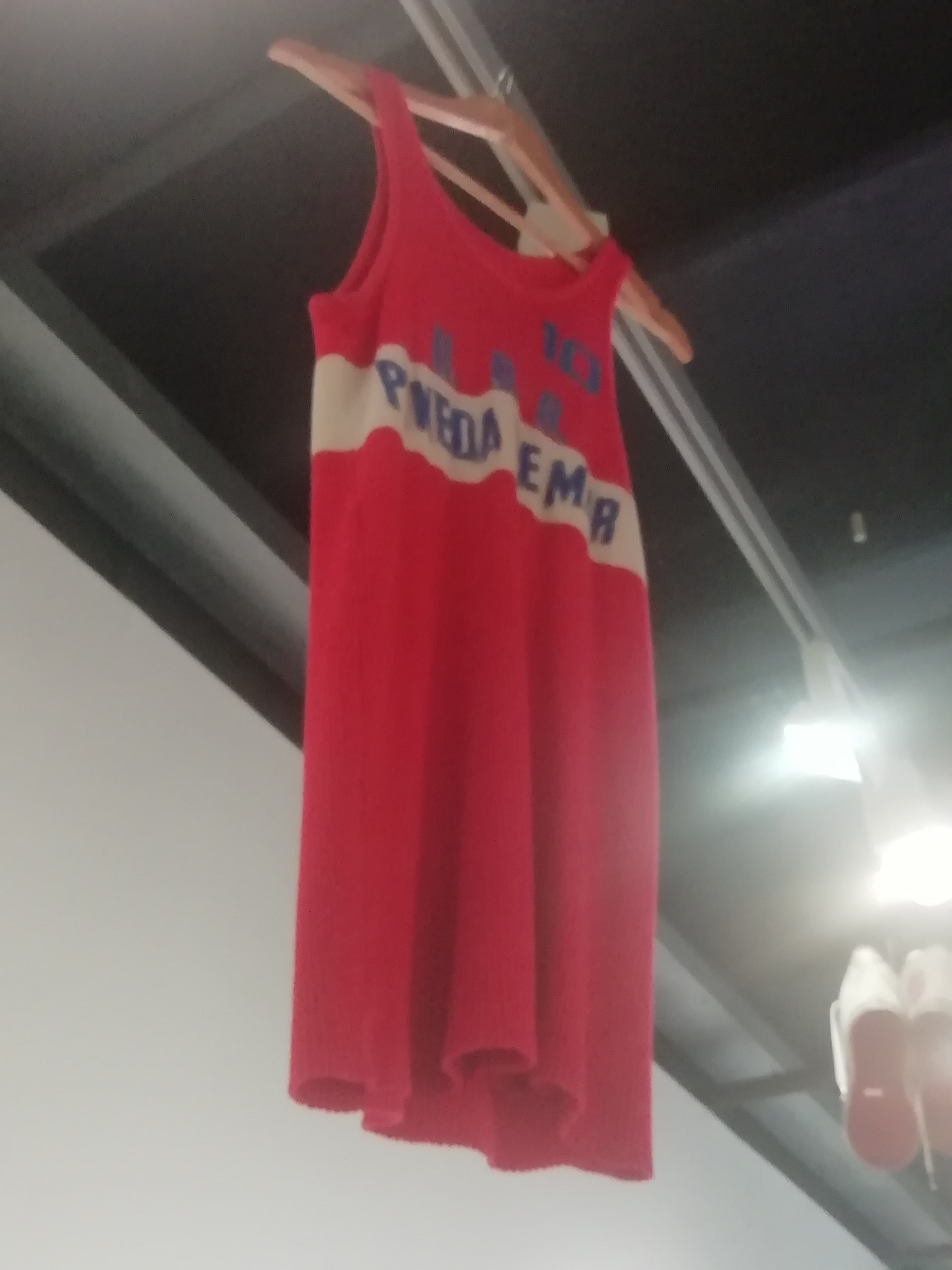
Maillot de l'UER Pineda de Mar.